# Vasili Tsínguer
Vasili Yákovlevich Tsínguer (transliteración del ruso Василий Яковлевич Цингер, también conocido como Zinger; 30 de enerojul./ 11 de febrero de 1836greg. – 16 de febrerojul./ 1 de marzo de 1907greg.) fue un prominente matemático, botánico, y filósofo ruso.

## Biografía
Zinger nace en Moscú (Rusia). Su padre era docente de matemática. Zinger le sucede, graduándose en 1859 de la Universidad de Moscú, en matemática. Y obtiene su doctorado en 1867. Zinger fue miembro activo de la Sociedad matemática de Moscú y su presidente de 1886 a 1891.
También se desarrolló en la filosofía, escribiendo algunos ensayos filosóficos.

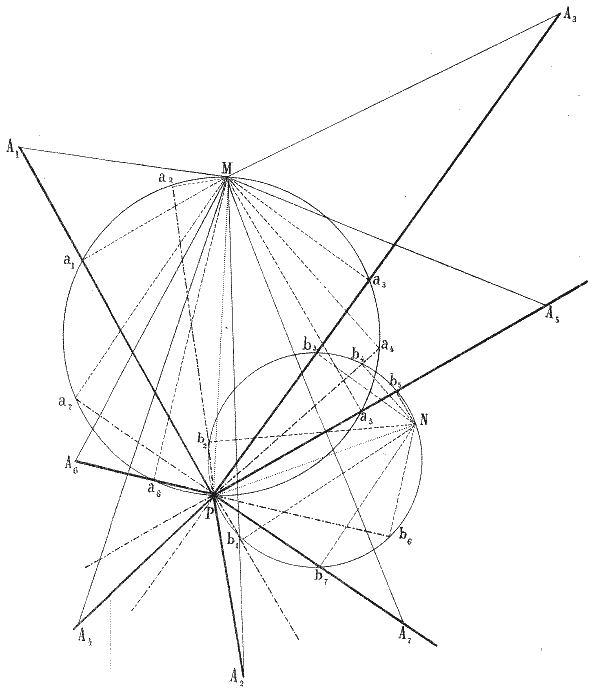
Desarrollo de "Punto de máxima aproximación" de 1892

### Zinger como botánico
Zinger también fue botánico, escribiendo algunas obras acerca de la flora de Rusia Central.

## Honores

### Eponimia
Género
- (Poaceae) Zingeria P.A.Smirn. 1946[1] de la familia Poaceae fue nombrado en su honor.[2]

Especies
- (Fabaceae) Cytisus zingeri (Nenuk. ex Litw.) V.I.Krecz.[3]

- (Fabaceae) Astragalus zingeri Korzchinsky[4]

- (Fabaceae) Chamaecytisus zingeri (Nenuk. ex Litw.) Kldskova[5]

- La abreviatura «W.J.Zinger» se emplea para indicar a Vasili Tsínguer como autoridad en la descripción y clasificación científica de los vegetales.][6]